# Pseudagrion
Pseudagrion (лат.) — род стрекоз из семейства стрелок (Coenagrionidae), описанный бельгийским энтомологом Мишелем-Эдмондом Сели-Лонгшаном.

## Описание
Стрелки с длиной крыльев более 22 мм. Окраска тела варьирует в широком пределе. За глазами обычно имеются пятна, иногда небольшого размера, редко отсутствуют. Коготки на лапках раздвоены. По заднему краю переднеспинки расположены два направленных вперёд отростка. На вершине восьмого стернита брюшка нет шипа. Тергиты брюшных сегментов со второго по четвёртый бронзово-чёрные. Губа личинок удлинённая. Хвостовые жабры длинные.

## Некоторые виды
- Pseudagrion aureofrons Tillyard, 1906
- Pseudagrion arabicum Waterston, 1980
- Pseudagrion bicoerulans Martin, 1907
- Pseudagrion cingillum Brauer, 1869
- Pseudagrion guichardi Kimmins, 1958
- Pseudagrion ignifer Tillyard, 1906
- Pseudagrion inopinatum Balinsky, 1971
- Pseudagrion jedda Watson & Theischinger, 1991
- Pseudagrion kaffinum Consiglio, 1978
- Pseudagrion lucifer Theischinger, 1997
- Pseudagrion mascagnii Terzani & Marconi, 2004
- Pseudagrion microcephalum Rambur, 1842
- Pseudagrion newtoni Pinhey, 1962
- Pseudagrion pontogenes Ris, 1915
- Pseudagrion sublacteum Karsch, 1893
- Pseudagrion torridum Selys, 1876
- Pseudagrion vumbaense Balinsky, 1963

## Распространение
Встречается в тропических районах Африки, Евразии и Австралии. 